# USS Greene (DD-266)
Za druga plovila z istim imenom glejte USS Greene.
USS Greene (DD-266) je bil rušilec razreda Clemson v sestavi Vojne mornarice Združenih držav Amerike.
Rušilec je bil poimenovan po pomorskem častniku Samuelu D. Greenu.

## Zgodovina
Za zasluge med drugo svetovno vojno je USS Greene prejela tri bojne zvezde in predsedniško omembo enote.